# Poniatowski híd
A Poniatowski híd (teljes neve: Józef Poniatowski herceg hídja, lengyelül: Most Poniatowskiego, beceneve: Poniatoszczak) 1904 és 1914 között épített, Varsóban a Visztula két partját összekötő híd. Jelenlegi nevét 1917-ben, Lengyelország függetlenné válása után kapta.

## Története

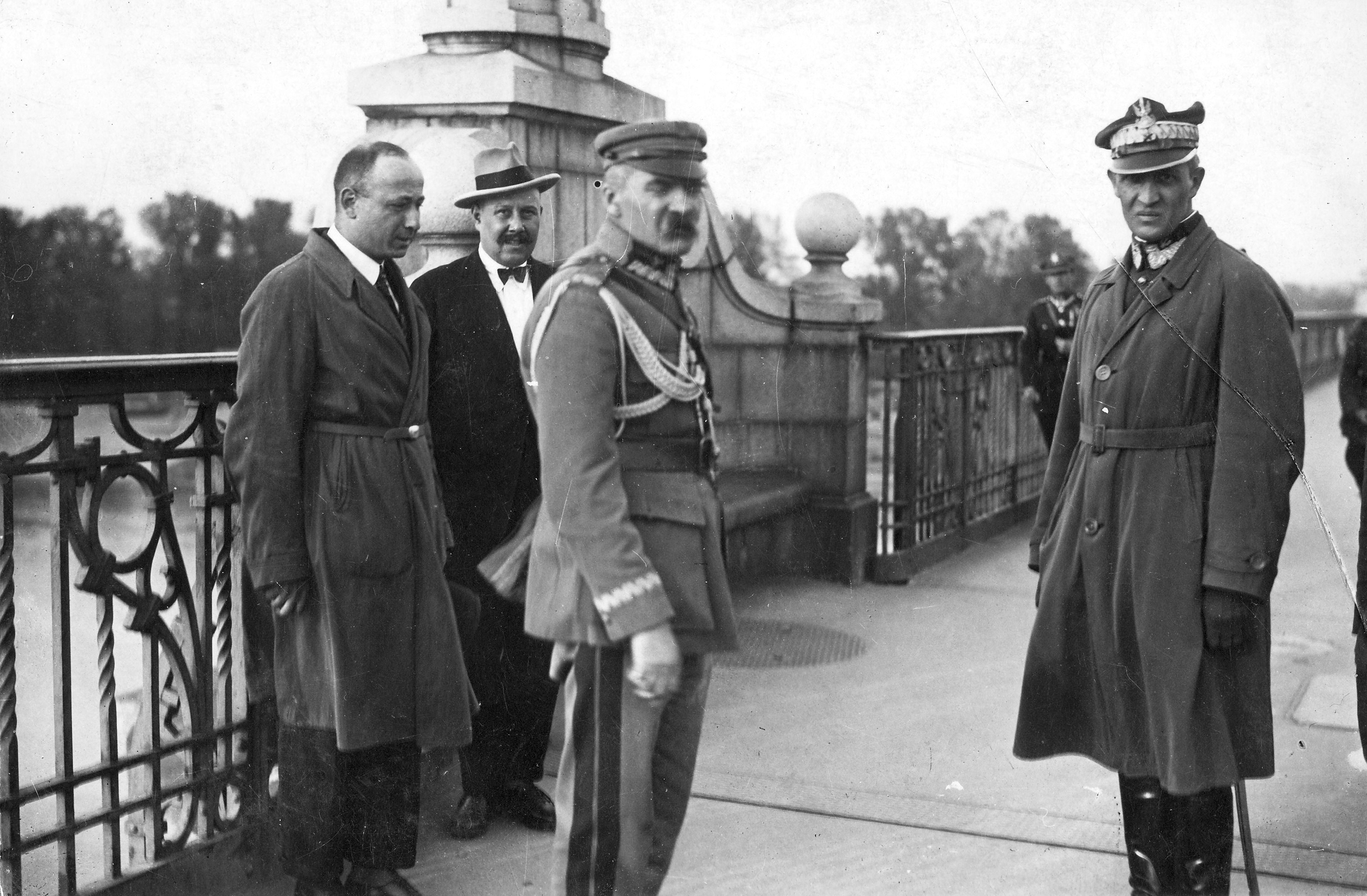
Piłsudski marsall a Poniatowski hídon a Wojciechowski köztársasági elnökkel való találkozás előtt

A hídszerkezetet Mieczyslaw Marszewski és Wacław Paszkowski lengyel mérnökök tervezték. Építészeti elemeit, valamint a hozzákapcsolódó felüljárót Stefan Szyller, aki többek között a Varsói Egyetem neobarokk kapuját (Brama Główna Uniwersytetu Warszawskiego) is tervezte.
A hidat a Lengyelország három felosztása után függetlenségét vesztett ország oroszok által megszállt részén építették fel, ezért eredetileg II. Miklós orosz cárról nevezték el (most Mikołajewski, most im. Cesarza Mikołaja II).  Bár ez volt a negyedik állandó híd a lengyel fővárosban, azonban a helyiek Harmadik hídnak (Trzeci Most) hívták, mivel az egyik korábbi csak vasúti közlekedésre volt alkalmas, közúti forgalom nem haladt át rajta. Jelenlegi nevét Józef Poniatowski hercegről kapta, aki az 1791. évi Május 3-i alkotmány védelmében hadvezérként tüntette ki magát.
A híd mind az első, mind a második világháborúban súlyosan megrongálódott. 1915. augusztus 15-én a németek elől visszavonuló orosz csapatok robbantották fel. 1944-ben viszont a visszavonuló németek rongálták meg 3 pillérét is felrobbantva. Mindkét eset után gyorsan helyreállították, de 1916-ban leégett az ideiglenes faszerkezet, 1945-ben pedig összedőlt, s mindkétszer újra kellett kezdeni a helyreállítást.
1921 és 1926 között a hidat újjáépítették. Még ugyanebben az évben, a májusi puccs (Przewrót majowy) alkalmával itt került sor a szemben álló felek vezetőinek, Józef Piłsudskinak és Stanisław Wojciechowskinak a találkozójára, illetve megbeszélésére. A hidat számos esetben javították és bővítették azóta is. A felújítások folyamán az építmény elvesztette eredeti neoreneszánsz jellegét. A díszes korlátot egyszerű acélkorlátra cserélték, s a korábbi faragott kőpadokat sem építették a háborús sérülések után újjá. Napjainkban új munkálatok kezdődtek, s egyre több elemét igyekeznek visszaállítani eredeti formájában.

## Leírása
A híd Varsó Praga negyedét és Powiśle nevű részét köti össze. Acélból készült szerkezete kőpilléreken nyugszik, és 8 db nyílást tartalmaz. Teljes hossza a bekötőutakkal együtt 3542 méter. Ebből 506 m a híd, 700 m pedig a hozzákapcsolódó felüljáró hossza. Szélessége 21,40 m, s 2x2 sávos autóút, villamos pálya, valamint járda halad át rajta.

## Galéria

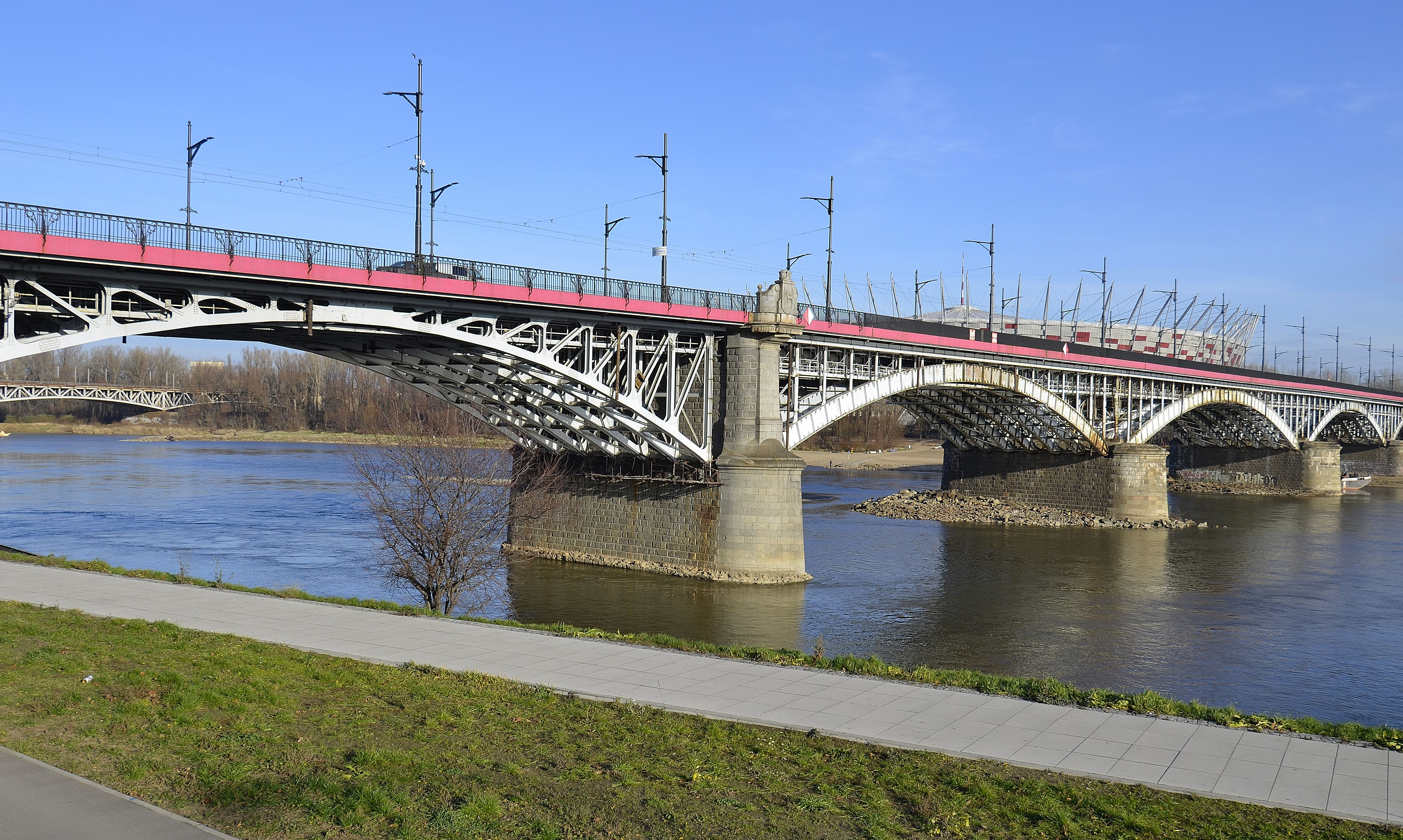
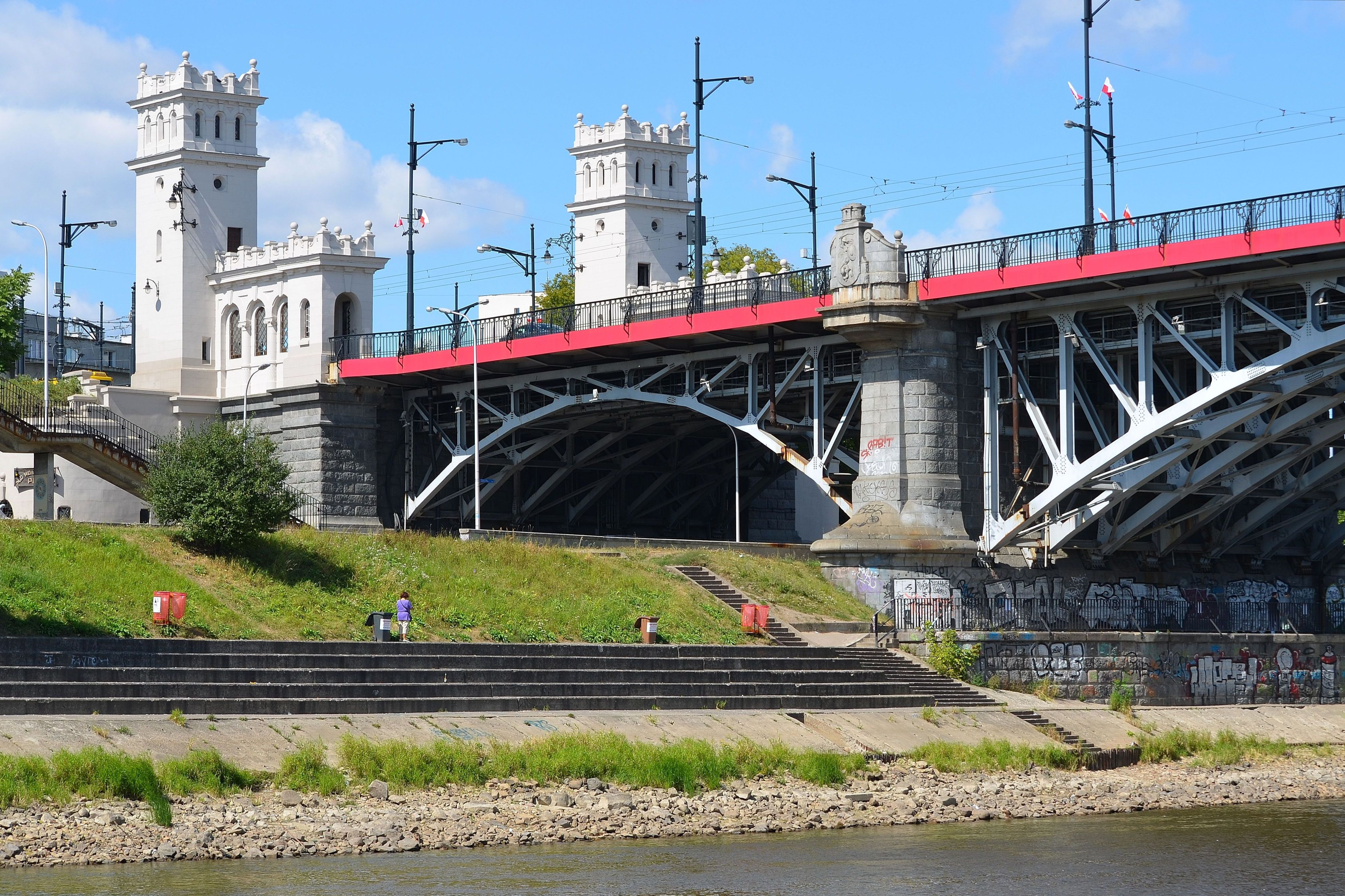
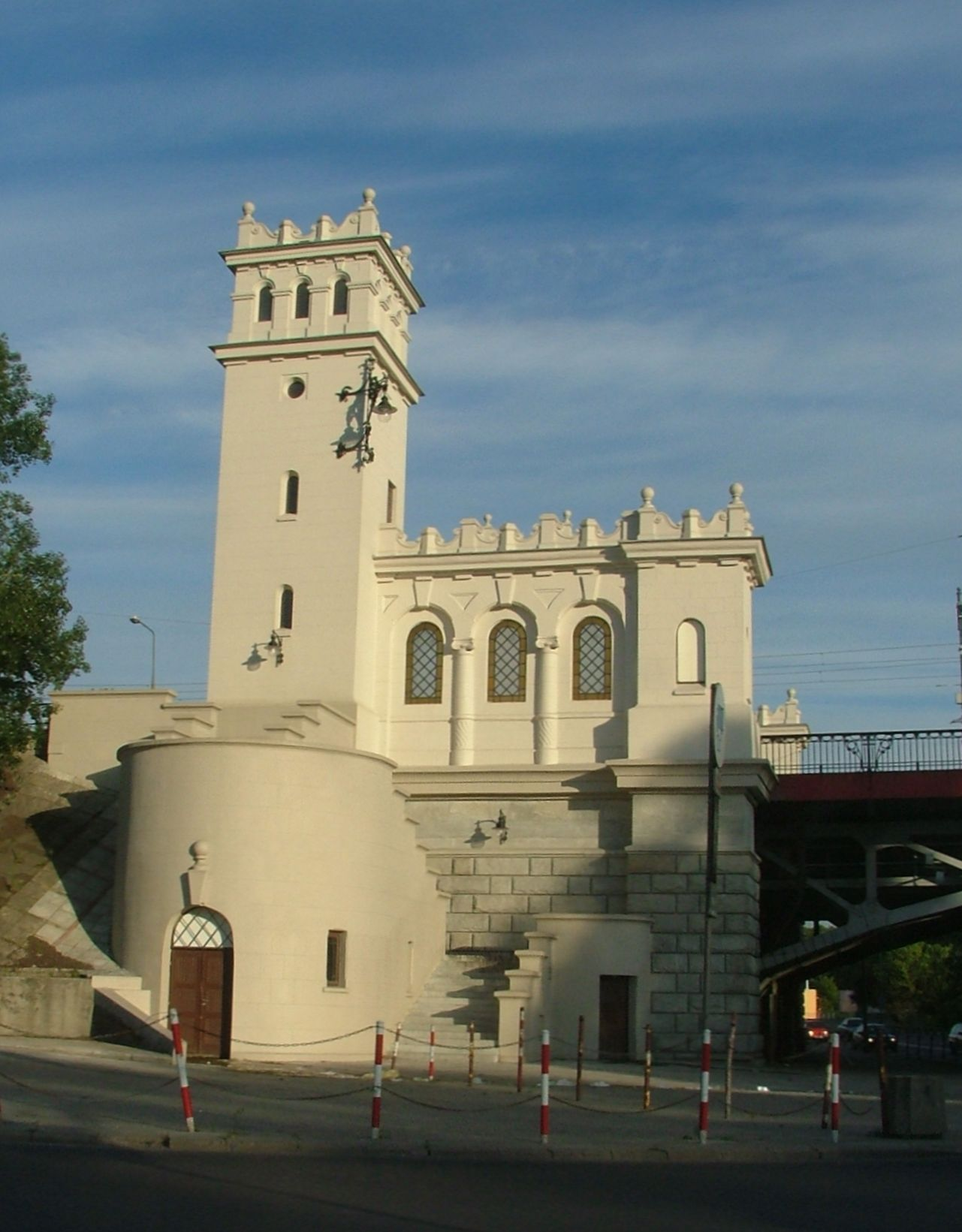
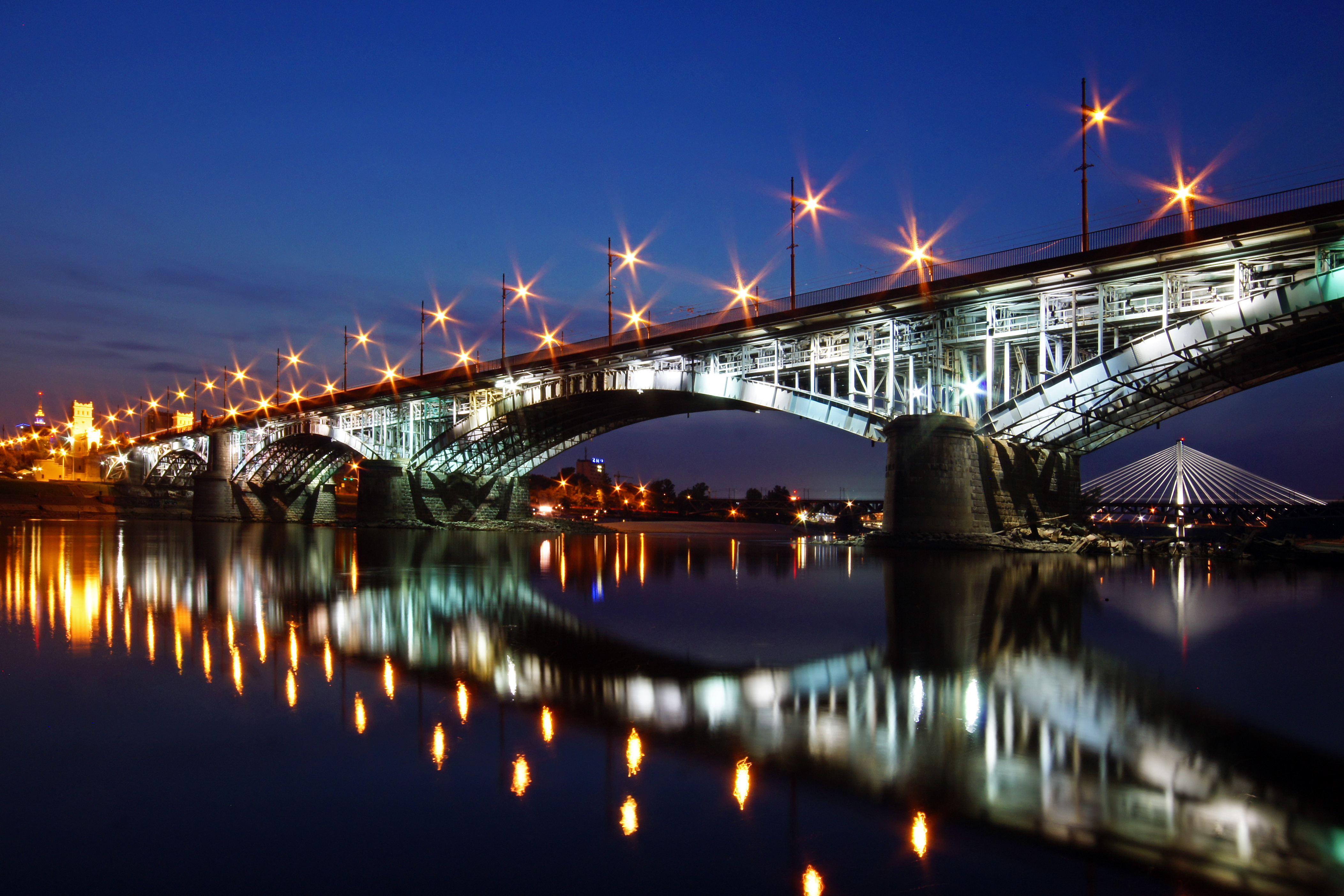

## Fordítás
- Ez a szócikk részben vagy egészben a Most Poniatowskiego című lengyel Wikipédia-szócikk ezen változatának fordításán alapul.  Az eredeti cikk szerkesztőit annak laptörténete sorolja fel. Ez a jelzés csupán a megfogalmazás eredetét és a szerzői jogokat jelzi, nem szolgál a cikkben szereplő információk forrásmegjelöléseként.